# Elisabeta Marin
Elisabeta Marin (n. 1983, București, România) este o soprană română, solistă a Wiener Staatsoper, Opera de stat din Viena. Debutul său artistic pe scena vieneză s-a produs la 19 decembrie 2007 în rolul Giannetta din opera Elixirul dragostei, de Gaetano Donizetti.